# Ioánnis Kalambókis
Ioánnis (ou Yánnis) Kalambókis (grec moderne : Γιάννης Καλαμπόκης, né le 15 août 1978, à Ilio, Athènes-Ouest, en Grèce) est un joueur grec de basket-ball. Il évolue aux postes de meneur et d'arrière.

## Palmarès
- 3e du championnat d'Europe 2009